# Verhnii Koropeț, Muncaci
Verhnii Koropeț (în ucraineană Верхній Коропець) este localitatea de reședință a comunei Verhnii Koropeț din raionul Muncaci, regiunea Transcarpatia, Ucraina.

## Demografie
Componența lingvistică a localității Verhnii Koropeț
     Ucraineană (95,15%)
     Germană (3,38%)
     Alte limbi (1,39%)
Conform recensământului din 2001, majoritatea populației localității Verhnii Koropeț era vorbitoare de ucraineană (95,15%), existând în minoritate și vorbitori de germană (3,38%).